# Ботулізм
Ботулі́зм (з лат. botulus — ковбаса) — гостре токсико-інфекційне захворювання, яке зумовлює токсин Clostridium botulinum. Хвороба характеризується міоплегією та офтальмоплегією, парезом кишки, розладами вегетативної інервації, при тяжкому перебігу — бульбарним синдромом і гострою дихальною недостатністю.

## Історичні відомості

### До відкриття збудника
Отруєння, які нагадують ботулізм, були відомі з давніх часів. Можливо, деякі з тих випадків «отруєння беладоною», які описані в певних літописах, були спричинені ботулотоксином. Перше документальне свідчення про наявність проблеми відомо з Візантії X століття — тоді імператор Лев VI видав едикт, в якому заборонив вживання в їжу кров'яної ковбаси через небезпечні для життя наслідки.
Хоча відомості про випадки, схожі з ботулізмом, почастішали в XVIII ст. й надходили саме з німецьких територій, мабуть, через смакові уподобання німців, які люблять страви з ковбас, однак про цю хворобу в Європі дізналися тільки в 1793 році внаслідок резонансного спалаху у маленькому місті Вільдбад на території німецького герцогства Вюртемберг, коли після вживання популярної в тих місцях страви «блюнзен» (ковбаса, яку вкладають у варений свинячий шлунок, який заповнений кров'ю та спеціями) захворіло 13 поважних людей цього німецького герцогства, а 6 з них померло. На підставі того, що в усіх хворих спостерігали мідріаз, медична комісія, створена для розслідування спалаху, озвучила беладону як імовірну причину отруєння. У липні 1802 року Колегія придворних лікарів Вюртембергу виступила з публічним попередженням про «шкідливість споживання копченої кров'яної ковбаси». У 1811 році Департамент внутрішніх справ уже королівства (з 1806 року) Вюртемберг відніс «отруєння продуктами, які містять кров» до тих, які спричинює синильна кислота.
Через велику кількість «ковбасних отруєнь» у Німеччині професор медицини університету Тюбінгена Йоганн фон Отенріт звернувся до влади з проханням про збір у різних лікарів усіх описів випадків отруєнь внаслідок вживання ковбаси. Після їхнього аналізу він опублікував список симптомів, характерних для «ковбасного отруєння». Цей список включав шлунково-кишкові порушення, двоїння в очах і розширення зіниць. Він також знайшов зв'язок між дією отрути і недостатньою термічною обробкою ковбаси. У 1815 році лікар з селища Херренберг Й. Г. Штайнбух направив Й. фон Отенріту звіт про «отруєння» 7 пацієнтів, які перед цим їли ліверну ковбасу й горох. Троє з пацієнтів померли, їхній розтин зробив сам Й. Г. Штайнбух.
Одним з тих, хто ще відповів на запит Й. фон Отенріта, був поет, лікар та медичний дослідник Юстинус Андреас Христіан Кернер. Й. фон Отенріт звернув увагу на скрупульозність і акуратність описаних випадків отруєння, зроблених Ю. Кернером, важливість зроблених ним суджень, і передав їх на публікацію в «Тюбінгенський журнал природничих наук і фармакології» в 1817 році. Ю. Кернер присвятив надалі значну частину своєї медичної діяльності вивченню «ковбасних отруєнь» та «ковбасної отрути». Він проводив дослідження на тваринах, і навіть на самому собі, намагаючись виділити з ковбаси невідомий токсин. Результати цих досліджень опубліковано спочатку в 1820 році у книзі «Нові спостереження смертельного отруєння, яке відбувається так часто у Вюртемберзі у зв'язку зі споживанням копчених ковбас», де Ю. Кернер підсумував основні характеристики перебігу хвороби у 76 пацієнтів та дав опис тих симптомів, які становлять сутність типової клінічної картини ботулізму. Ю. Кернер також ґрунтовно і прискіпливо порівняв різні рецепти й інгредієнти з усіх ковбас, які призвели до отруєння, і з'ясував, що там були різні складові: компоненти крові, печінки, м'яса, мозку, жир, сіль, різні перці — чорний, червоний і білий, коріандр, імбир та хліб. Але незмінними компонентами були тільки жир і сіль. Він зробив висновок, що сіль є «невинною», а токсичні зміни в ковбасі повинні розвиватися через жир, і тому назвав підозрювану речовину «ковбасною отрутою», «жировою отрутою» або «жирною кислотою». Пізніше Кернер висловив міркування про подібність «жирової отрути» з іншими відомими отрутами, такими як атропін, скополамін, нікотин і зміїна отрута, що привело його до висновку, що «жирова отрута» була, ймовірно, біологічного походження. А потім у книзі "Жирова отрута, або жирна кислота, та їхній вплив на організм тварин і значення при вивченні токсично діючих речовин у «зіпсованій ковбасі», яка вийшла в 1822 році., він описав уже 155 випадків «отруєння» у людей, надав ґрунтовні прозекторські дані, отримані при розтині померлих. Проведені ним численні експерименти з різноманітними тваринами (птахів, котів, кролів, жаб, мух, сарану, равликів  він годував витягами зі зіпсованої ковбаси) та на собі («кілька крапель кислоти з ковбаси, що я накрапав собі на язик, завдали великого сушіння піднебінню і глотці») дозволили Ю. Кернеру зробити висновок про те, що дія ковбасного токсину полягає в порушенні передачі імпульсу у нервових волокнах периферичної та вегетативної нервових системах. Ю. Кернер першим відзначив, що токсин утворюється в зіпсованій ковбасі за анаеробних умов, запропонувавши тривале варіння ковбаси, зберігання в аеробних умовах і невживання зіпсованих частин. Він зробив висновок про те, що ботулотоксин діє смертельно в малих дозах. Ю. Кернер висловив ідею про можливість застосування ботулотоксину з лікувальною метою. В останньому розділі монографії 1822 року дослідник припустив, що гіпотетично в надмалих дозах ботулотоксин можна використати при гіперактивності симпатичної нервової системи. Як можливих кандидатів для лікування токсином він запропонував хворих з «танцем святого Віта» і пацієнтів з гіперсекрецією поту або гіперсалівацією.
Продовжував свої дослідження й професор Й. фон Отенріт. 1833 року він звернув увагу, що симптоми ботулізму, які він вивчав, дуже нагадують означені в описах спалахів отруєнь через рибу в Росії, зокрема, через балик, консервовану осетрину та оселедець.
У 1869 році німецький лікар Г. Мюллер дав сучасну назву хворобі.,

### ВідкриттяClostridium botulinumі ботулотоксину
14 грудня 1895 року у бельгійському місті (тоді селищі з 4 тис. жителів) Еллецельсі виник екстраординарний спалах ботулізму. Музиканти місцевого духового оркестру «Fanfare Les Amis Réunis» (з французької — «Хор вірних друзів — сурмачів») грали на похоронах 87-річного місцевого жителя Антуана Кретьє і, як це було прийнято, зібралися в готелі «Le Rustic». Тридцять чотири особи разом їли мариновану та копчену шинку. Після їжі музиканти швидко занедужали й помітили в себе двоїння предметів перед очима, порушення ковтання і мовлення, розширення зіниць, і, надалі, розвиток м'язового паралічу. Троє з них загинули. Із залишків шинки, а також з селезінки і товстої кишки одного з померлих бельгійський мікробіолог, професор Гентського університету Еміль П'єр-Марі ван Ерменґем вперше виділив збудника — анаеробні спорові бацили, наразі знані як Clostridium botulinum. Він також довів, що токсичні властивості шинки, яка спричинила захворювання, зумовлені отрутою, яку виділяв відкритий ним мікроорганізм, що він успішно довів в експериментах на тваринах. Ван Ерменґем зробив висновок, що зростання збудника в шинці відбулося саме в період її копчення. Він своєю дослідницькою роботою вперше довів, що ботулізм  — це все ж таки отруєння, а не пряме втручання збудника. Ван Ерменґем стверджував, що токсин виробляє в харчових продуктах бактерія, і цього не відбувається, якщо концентрація солі висока. Він довів, що після перорального вживання токсин не інактивує нормальний процес травлення, що він не стійкий до впливу тепла, і що не всі види тварин однаково сприйнятливі до токсину.

### Виявлення різних серотипівClostridium botulinum
Подальші дослідження показали, що існують декілька типів/серотипів Clostridium botulinum.
До початку XX століття вважали, що «ботуліногенними» є лише м'ясні чи рибні продукти. Але вже в 1904 році німецький дослідник Г. Ландманн в місті Дармштадт описав спалах ботулізму з 11 померлими, який відбувся через вживання в їжу салата із заражених консервованих бобів. Г. Ландманн виділив при цьому Clostridium botulinum, але помилково вирішив, що зараження бобів відбулось через гіпотетичне їхнє перебування при зберіганні ще до консервації поряд зі свининою. У 1910 році науковець з Берлінського інституту інфекційних хвороб Й. Льойхс порівняв Дармштадський та Еллецельський штами й зробив висновок про їхню невідповідність одне одному. Це збурило серйозну дискусію, яка вщухла тільки тоді, як в 1919 році бактеріолог зі США Д. С. Барк провела ґрунтовні дослідження і заявила, що це два різні серотипи Clostridium botulinum, яким вона дала прості назви — А і В. Надалі було виявлено, що антитоксичні сироватки, отримані проти ботулотоксина одного з цих серотипів, не знешкоджують токсин іншого серотипу. Як тепер відомо, Е. ван Ерменгем відкрив збудника ботулізму серотипу В. Стало зрозумілим, що ботулізм може виникати й при вживанні в їжу заражених рослинних продуктів.
А надалі дослідження в різних країнах призвели до виявлення й інших ботулотоксинів та серотипів Clostridium botulinum, яким просто присвоювали подальші букви англійського алфавіту: в 1922 році доктор Іда Бенгстон в США при дослідженні спалаху паралічу у курей виявила в личинках мух Lucilia caesar, які сідали на мертвих птахів, новий ботулотоксин С1, а в тому ж році в Австралії професор ветеринарії Г. Р. Седдон з організму баранів, які померли від бульбарного паралічу, виділив ще одного нового ботулотоксину С2. Їхні токсини перехресно частково нейтралізували антитоксичні сироватки, хоча самі штами не мали морфологічних відмінностей. Було зроблено висновок, що в межах одного серотипу С Clostridium botulinum можуть виробляти два підвиди ботулотоксину. У 1927році американські науковці А. Тейлер та Е. М. Робінсон, досліджуючи померлих від паралічу коней у Південній Африці, виявили новий серотип Clostridium botulinum. А у 1928 році американські мікробіологи К. Ф. Меєр та пані Д. Б. Ганнісон повністю підтвердили, що це таки новий серотип D Clostridium botulinum. 1937 року досліджуючи 250 екземплярів риби з Азовського моря, через яку в Дніпропетровську ще в 1933 році виник спалах ботулізму з ураженням 230 людей, Е. Д. Кушнір з Дніпропетровського санітарно-епідеміологічного інституту виділила новий серотип Е Clostridium botulinum, культури якого вона надіслала до професора К. Ф. Меєра в США, який підтвердив у 1938 році, що це теж новий серотип. 1960 року при розслідуванні спалаху ботулізму (4 захворілих, один з яких помер), якій відбувся в Данії на острові Лагеланд та виник внаслідок вживання печінкового паштету домашнього виготовлення, данські науковці В. Моллер та пані І. Шайбль виявили ще один новий серотип Clostridium botulinum — F. Останнім було відкрито серотип G — в Аргентині в 1970 році місцеві науковці Д. Хіменес та А. Сікарелли виділили цього збудника з ґрунту.
Таким чином, у XXI столітті відомо 7 видів ботулотоксину й, відповідно, 7 серотипів Clostridium botulinum: А, В, С (має підсеротипи С1 та С2), D, E, F, G.

### Історія відкриття інших варіантів ботулізму, механізму дії ботулотоксину
У 1950-ті рр. стало зрозумілим, що окрім харчового ботулізму, може виникати й ботулізм з іншим механізмом передачі. Тоді різні лікарі в США спостерігали ботулізм, який виник у хлопчика після вогнепального поранення; у дівчинки після поранення ніг і грудей; у чоловіка після поранення пилою. В 1970 рр. у одного з наркозалежних при введенні ін'єкційного наркотику була наскрізно пробита голкою вена, а із зараженої спорами Clostridium botulinum наркотичної речовини пішло поширення їх в тканини, які оточують вену. В 1970-80 рр. відбулось зростання випадків такого зараження при користуванні неочищеним («чорним») героїном, особливо в штаті Каліфорнія.
У 1950 році В. Брукс дав перші пояснення механізму дії ботулотоксину, отримавши дані про те, що цей токсин блокує виділення ацетилхоліну з пресинаптичної мембрани кінцевого рухового нервового волокна.
У 1973—75 рр. у немовлят, які постраждали на незрозумілий параліч, з кишки американський бактеріолог Т. Міддура виділив вегетативні форми Clostridium botulinum, які продукували в кишці ботулотоксин, чого не спостерігали у дорослих хворих. Американські лікарі на чолі з Д. Пікеттом з департаменту педіатрії та неврології Каліфорнійського університету (Сан-Франциско) дослідили ці випадки, провели епідеміологічне розслідування та вперше описали клінічні прояви цього варіанту ботулізму, надали результати інструментальних досліджень. Спочатку грішили на те, що до немовлят Clostridium botulinum потрапляла при підгодовуванні їх медом, але після подальших спостережень було виявлено, що зараження дітей відбувається аерогенно, суто в тих місцях, де поблизу їхнього проживання здійснюються будівельні або земляні роботи. Спори з повітрям потрапляють перорально, а внаслідок особливостей роботи травної системи немовлят в кишці відбувалося перетворення спор на вегетативні форми з автоматичним початком продукції ботулотоксину. Вважають, що до 10 % випадків раптової смерті немовлят відбуваються за рахунок ботулізму. І все ж таки, педіатри багатьох країн все одно пропагують заборону вживання меду у дітей до 1 року життя.

### Резонансні випадки ботулізму в історії
Попри той факт, що ботулізм спостерігають набагато рідше, ніж багато інших інфекційних хвороб, він постійно привертає увагу дослідників і клініцистів. Це пов'язано із загальною тяжкістю захворювання, багатьма непроясненими аспектами патогенезу і високою летальністю. Так, вартість лікування пацієнта з ботулізмом в США оцінювалася в 3 тисячі доларів у 1989 році, на 2010-ті роки це приблизно втричі більше. У тих країнах, в яких традиційно існує консервування продуктів у домашніх умовах, готують слабосолону, в'ялену рибу, м'ясо, нерідко з порушеннями відповідної технології, ботулізм має особливе значення. Щорічно в світі реєструють десятки тисяч випадків ботулізму, однак явна захворюваність набагато більша. Часто відбуваються спалахи при вживанні в їжу певних домашніх продуктів. Однак відомі й групові захворювання при вживанні в їжу продуктів, які виготовляли великі харчові підприємства.
У червні 2007 року одразу 8 людей в США заразилися на ботулізм через вживання в їжу консервів «Hot Dog Chili Sauce» фірми Castleberry's Food Company, яких було виготовлено на її фабриці в штаті Джорджія., Як з'ясувало розслідування, консервовані продукти, які містили соус чилі, були пошкоджені внаслідок грубих порушень технології на фабриці. Загалом до серпня 2007 року заразились на ботулізм через вживання різних консервованих продуктів цієї фірми, які містили соус чилі, 8 людей в 3-х різних штатах. Фірма була закрита. Цей спалах став першим з 1971 року в США, пов'язаним саме з вживанням комерційних консервів.
2 липня 1971 року Комісія США з нагляду за ліками і продуктами повідомила, що в Нью-Йорку один чоловік помер, а його дружина серйозно захворіла на ботулізм після того, як вони з'їли банку консервованого супу, а саме vichyssoise soup, який містить картопляне пюре, цибулю, вершки та куряче м'ясо. Суп виготовила фірма Bon Vivant Soup Company. Вона терміново відкликала з ринку 6 444 банки супу, але проведене розслідування показало, що 5 з них були заражені ботулотоксином, що були абсолютно порушені технології фабричного виготовлення цього супу та всіх інших консервів цієї фірми. Через місяць Bon Vivant Soup Company оголосила про своє банкрутство…
До цього інциденту дві жінки в 1963 році померли від ботулізму внаслідок вживання консервів з тунця, які виготовляла фірма Washington Packing Corporation.
Спалах ботулізму внаслідок вживання консервованого перцю відбувся в 1977 році серед відвідувачів ресторану Trini & Carmen у місті Понтіак, штат Мічиган, коли захворіло 59 людей. Дотепер цей спалах ботулізму є найбільшим спалахом в США за відому історію. Перці були законсервовані в домашніх умовах співробітником ресторану.
У 1978 році в США в місті Кловіс, штат Нью-Мексико, 34 людей, які поїли в ресторані «Colonial Club Country Park», захворіли на ботулізм. Виявити причину не вдалось навіть при ретельному епідеміологічному розслідуванні з перевертанням в буквальному сенсі місцевого звалища. Грішили на картопляний салат або комерційний салат з квасолі, що подавали учасникам бенкету в ресторані. Усі хворі були госпіталізовані, 33 з них отримали антитоксичну сироватку, двоє померли.
У 1983 році відбувся ще один спалах ботулізму, який спричинив Clostridium botulinum типу А. Він спалахнув у Пеорії, штат Іллінойс. 28 осіб були госпіталізовані, 20 з яких отримали антитоксичну сироватку, 12 пацієнтів потребували штучної вентиляції легень, а один помер. Як з'ясувало епідеміологічне розслідування, джерелом стала класична американська страва patty melt sandwich, яка містить несолене масло, сіль, смажену цибулю, свіжий сир, чорний перець, соус «Тисяча островів» та пісне м'ясо. Patty melt sandwich подавали в ресторані Skewer Inn Restaurant, який знаходиться всередині готельного комплексу Northwoods Mall.

## Етіологія
Детальніші відомості з цієї теми ви можете знайти в статті Clostridium botulinum.

## Епідеміологічні особливості

### Резервуар та джерело інфекції
Збудники ботулізму широко поширені в природі. Спори Clostridium botulinum серотипу А, В, G, зрідка E, ізольовані з ґрунту, більшість штамів серотипу Е — з прибережного мулу, піску берегів (от чому прісноводна риба часто інфікована патогенами саме серотипу E). Спори, які мають здатність протягом тривалого часу зберігатися, за певних умов можуть перетворюватися на вегетативні форми і навіть накопичуватися в ґрунті, мулі, а особливо, в трупах тварин. Вважають, що біологічне значення ботулотоксину як нейротоксину — смерть власника і трансформація його останків у середовище для інтенсивного розмноження патогенних мікроорганізмів. Таким чином, ботулізм належить до групи особливих хвороб — сапронозів.
Спори й вегетативні форми з їжею і водою можуть потрапляти в кишку людини, теплокровних тварин, птахів і риб. У деяких регіонах, особливо з низьким рівнем санітарної культури, інфікування тварин і птахів становить 15—40 %. Перебування Clostridium botulinum в людській кишці не супроводжується утворенням токсину в більшості випадків, але це можливе у дітей раннього віку (переважно до 6 місяців), вкрай рідко — у дорослих, які поранені з ураженням кишки. Таким чином, джерелами інфекції є мертві тварини, птахи, риби, а ґрунт, річний мул служить потужним резервуаром інфекції.
Визначено, що:
- серотип А спричинює захворювання у людей (включаючи ботулізм у немовлят та рановий), а також у курей (англ. limberneck). Харчовий ботулізм у людей в цих випадках відбувається через м'ясо, рибу, овочі та фрукти;
- серотип В зумовлює захворювання у людей (включаючи ботулізм у немовлят та рановий), а також у коней та великої рогатої худоби. Харчовий ботулізм у людей в цій ситуації відбувається переважно через свинину;
- серотип С (з обома підвидами ботулотоксину С — С1 та С2) породжує захворювання на ботулізм у водоплавних птахів (англ. Western duck sickness) (через гниючу водну рослинність лужних боліт, а також — у безхребетних, які живуть у воді), ще у великої рогатої худоби (англ. Midland cattle disease) та коней (англ. forage poisoning) через заражене сіно, дуже рідко при поїданні цими тваринами падалі, свинячої печінки;
- серотип D спричинює хворобу у великої рогатої худоби (афр. lamziekte) при поїданні ними падалі;
- серотип E зумовлює захворювання у людей, риб, водоплавних птахів через морські продукти, морську та прісноводну рибу;
- серотип F породжує хворобу у людей (включаючи ботулізм у немовлят) через м'ясні продукти;
- серотип G спричинює окремі випадки ботулізму у людей; виявлений в ґрунті;

До речі, цей останній серотип Clostridium botulinum продукує окрім ботулотоксину ще й гемаглютинуючий фактор.
В Україні не було випадків виділення у людей Clostridium botulinum серотипів F та G або захворювань, які спричинюють вони.

### Механізм та шляхи передачі інфекції
Захворювання зазвичай розвивається, коли людина вживає їжу, яка накопичила токсин внаслідок її забруднення та розмноження вегетативних форм збудника, тобто якщо в харчовому продукті виникли анаеробні умови. Таким чином реалізується харчовий шлях зараження. Найчастіше це в'ялена або слабо просолена риба, ковбаса, шинка, м'ясні, рибні, овочеві, грибні консерви. Якщо, наприклад, консервування було проведено із закриттям скляної банки негерметичною (наприклад, поліетиленовою м'якою) кришкою, то в такому продукті не буде суворої анаеробізації й тому там не виникає умов для утворення ботулотоксину. Якщо ж скляна банка була закатана металевою кришкою, то всередині такого продукту можливий анаеробізм, що призводить до утворення ботулотоксину в разі недотримання інших умов стерилізації.
Якщо м'ясо тварин було заражене після смерті внаслідок неправильного зберігання туш, оброблення без дотримання санітарних норм, недостатньої термічної обробки напівфабрикатів — все це може призвести до накопичення ботулотоксину. При домашньому варінні ковбас слід ретельно обробляти кишку (яку використовують як зовнішню плівку ковбаси), де могли б бути за життя тварини хвороботворні ботулінічні мікроорганізми. У виробництві консервів з овочів і грибів треба бути особливо обережними, щоб вимити з цих продуктів залишки ґрунту, які теж можуть містити ботулінічні палички або спори. Зараження риби можливе як ендогенно, так й екзогенно. Вирішальними є умови перевезення, обробки та зберігання риби. Так, риба, яку зберігають і перевозять навалом, без тари, буває всемеро частіше інфікована і нерідко вже містить ботулотоксин у м'якоті. Дуже небезпечним є тривале зберігання пораненої риби на поверхні ґрунту, тому що з нього теж можуть потрапити в глибину рани, де є анаеробні умови, спори ботулінічного збудника. Якщо з такої риби варити суп або смажити її, то токсин інактивується і захворювання не виникає. Але якщо така заражена риба буде використана для засо́лювання в слабкому посолі, копчення, в'ялення, то в ній можливе збереження ботулотоксину. Навіть при сильному солінні треба пам'ятати, що утворення ботулотоксину в такій зараженій рибі може відбутися до соління і, навіть, в перші дні після соління, допоки концентрація солі в продукті все ще недостатня, щоб затримати вироблення ботулотоксину.
Накопичення ботулотоксину в продуктах харчування, як правило, не змінює їхніх органолептичних властивостей. Однак деякі штами серотипу А та В, породжуючи протеоліз, можуть змінити смак продукту. Людина, спробувавши таку їжу, відмовляється від подальшого вживання її, але для виникнення ботулізму іноді досить, щоб навіть слідові кількості ботулотоксину потрапили у ротову порожнину. Небезпечно вживати здуті консерви, навіть якщо смак та інші якості продукту не змінилися.
При ботулізмі у немовлят також йде пероральне зараження, але через осідання в ротовій порожнині малюків та подальшому заковтуванні ними аерогенно доставлених спор Clostridium botulinum, які при будівельних та земляних роботах здіймаються у повітря та здатні переноситися на досить далекі відстані, реалізується повітряно-пиловий шлях зараження.
При рановому ботулізмі реалізується контактний механізм передачі інфекції, що відбувається внаслідок пошкодження шкіри з подальшим забрудненням дефектів шкіри (ран) спорами Clostridium botulinum.
У XX-XXI століттях описано ботулізм, який виникає внаслідок використання ботулотоксину в косметологічних процедурах.

### Сприйнятливість та імунітет
Сприйнятливість до ботулізму є дуже високою, але чутливість до ботулотоксину людини та тварин різна. Так токсин серотипу А, В, Е, рідше G, спричинює патологічний процес переважно у людей, а C й D є причиною ботулізму тварин (особливо великої рогатої худоби та коней) і птахів, а люди при зараженні ними практично не хворіють. Захворіти на харчовий ботулізм можна в будь-якому віці, але якщо у дорослих хвороба відбувається переважно в результаті потрапляння самого ботулотоксину екзогенно з їжею, то у немовлят, особливо у віці до 6 місяців, можливий розвиток хвороби при попаданні спор до кишки та їхньому перетворенню там у вегетативну форму з продукцією ботулотоксину ендогенно. Причина цього явища й досі погано вивчена, його до сьогодні намагаються пояснити нерозвиненою кишковою флорою немовлят. Як тепер встановлено, заражаються переважно ті діти, які живуть поблизу від місць земляних робіт, будівельних майданчиків тощо. У дітей, які перебувають на штучному вигодовуванні, найбільша ймовірність розвитку хвороби. До категорій ризику зараження на рановий ботулізм належать наркозалежні з тягою до парентерального введення наркотиків, особи, які мають підвищений ризик травматизму з забрудненням ран ґрунтом.
Харчовий ботулізм реєструють у вигляді спорадичних випадків та спалахів, причому при останніх захворюють іноді не всі особи, які вживали інфікований продукт, що пов'язано з нерівномірністю, «гніздовим» характером розподілу ботулотоксину у твердому продукті. Відзначають також, що при групових спалахах у нашій країні частіше і тяжче хворіють жінки. Одним з пояснень цього феномена є те, що жінки зазвичай у меншій дозі й рідше вживають спиртні напої, етанолу в яких притаманна певна інактивуюча дія на ботулотоксин при одночасному вживанні. Етанол зменшує всмоктування ботулотоксину, частково його знешкоджує. Проте, вживання алкоголю на тлі захворювання, яке вже почалося, не чинить ніякого сприятливого впливу на перебіг патологічного процесу, а, нерідко, виявляє просто негативне, оскільки етанол при всмоктуванні в організм породжує, як й ботулотоксин, гіпоксичну дію.
Перенесене захворювання не супроводжується виробленням антитоксичного імунітету, тому що імуногенна доза ботулотоксину у багато разів перевищує летальну. Можливі повторні випадки хвороби. У ряді інцидентів у хворих виявляли антимікробні антитіла, однак вони не мають значного захисного і діагностичного значення.

## Патогенез
При ботулізмі ще не всі ланки патогенезу вивчені достатньо. Є багато суперечок з приводу деталей та послідовності ураження ЦНС, вегетативної нервової системи та інших структур організму. У розвитку захворювання велику роль відіграє доза токсину, індивідуальна реактивність організму, яка, ймовірно, реалізується при певних генетичних особливостях людини. Так, коли зараження відбулося токсином серотипу C, дуже мало хто з людей хворіє, навіть при потраплянні великих доз токсину. Сенсибілізація при зараженні іншими типами токсину грає велику роль: навіть малі нелетальні дози, вжиті через певний проміжок часу, можуть обумовити парадоксальну сумарну дію, що призведе до смерті.

### Початковий етап
При основному (з їжею) шляху потрапляння ботулотоксину останній може починати всмоктуватися вже в ротовій порожнині (окрім серотипу Е, й окремих штамів А та В). У шлунку ботулотоксин не руйнується під дією соляної кислоти та може частково абсорбуватися. А ботулотоксин вищезгаданих серотипів взагалі тільки в шлунку активується протеазами макроорганізму.
Але основна маса ботулотоксину всмоктується без пошкодження слизової оболонки в тонкій кишці. Поглинання токсинів слизовою товстої кишки практично не відбувається. Навіть якщо туди потрапляють спори, перехід їх у вегетативну форму, як правило, у дорослих не відзначений.
Частина ботулотоксину після всмоктування в стінці кишки може зв'язуватися з білками крові, еритроцитами, а інша частина фіксується в нервовій тканині, іноді вже через кілька годин після потрапляння в кров. Доза ботулотоксину, яка потрапила, визначає тривалість [[Інкубаційний 
період|інкубаційного періоду]]. При значній дозі інкубаційний період короткий (до декількох годин), симптоми наростають швидко, іноді стрімко. Якщо кількість ботулотоксину невелика, він всмоктується повільно, тоді інкубаційний період буде розтягуватися в часі, симптоми наростають поступово.
Початкова невелика кількість ботулотоксину діє спочатку на найближчі до місця всмоктування нервово-м'язові синапси, блокуючи виділення ацетилхоліну, пов'язуючи той нейромедіатор, який проник все ж у синаптичну щілину, збільшується активність гідролазового ферменту — ацетилхолінестерази. 10 молекул ботулотоксину при цьому здатні заблокувати 1 синапс. Але, крім блоку виділення нейромедіатора, ботулотоксин знижує чутливість активних зон до Ca2+, що також позначається на передачі нервових імпульсів. Ботулотоксин діє на адренергічні структури, не зачіпаючи холінергічні. Таким чином, порушується передача імпульсу з нервового волокна на м'язове, що призводить до прогресуючих низхідних парезів і паралічів. Також відбувається пошкодження вегетативних нервових гангліїв травної системи — пригнічується функція парасимпатичної нервової системи при підвищенні активності симпатичної.

### Етап розгортання нервових уражень
При швидкому надходженні великої дози токсину або його накопиченні, яке продовжується, перераховані вище порушення наростають, а також відбувається блокада ферментів пентозофосфатний шляху у клітинах великих мотонейронів спинного мозку, гомологічних їм ядер черепно-мозкових нервів, ушкодження центрів вегетативної регуляції, еритроцитів. Пошкодження передачі імпульсів у великих мотонейронах призводить до розвитку парезів і млявих паралічів усіх м'язів.

### Етап тотальної гіпоксії
У подальшому прогресуванні процесу велику роль надають розвитку тотальної гіпоксії:
- гіпоксична гіпоксія породжується через дефіцит кисню, який виникає в результаті порушення вентиляції легенів через слабкість діафрагми та міжреберних м'язів;
- гістотоксична (порушення засвоєння тканинами кисню) і циркуляторна (гемодинамічні порушення) гіпоксії виникає внаслідок активізації симпатичної частини вегетативної нервової системи, що супроводжується підвищенням рівня катехоламінів, особливо гістаміну;
- гемічна гіпоксія розвивається внаслідок пригнічення ферментативних процесів в еритроцитах, що призводить до порушення зв'язування ним кисню і доставляння його тканинам.

Гіпоксія різко погіршує функцію всіх внутрішніх органів (серце, нирки), страждає ЦНС. Гіпоксія ЦНС може супроводжуватися циркуляторними розладами та навіть появою геморагій, стазів, тромбів. Ці зміни виражені більшою мірою в довгастому мозку, в ділянці дна III шлуночка, але найменш уразливими виявляються мозочок і кора великих півкуль. Такий вибірковий характер уражень ЦНС поки не знайшов свого переконливого пояснення, адже до гіпоксії найбільш чутливі зазвичай клітини кори. До гіпоксії вельми вразливі великі мотонейрони спинного мозку, які втрачають при тривалій гіпоксії здатність засвоювати кисень навіть при високій його концентрації. Гіпоксія мотонейронів супроводжується порушенням синтезу ферменту холінацетілтрансферази, а, отже, і ацетилхоліну, що ще більше порушує передачу імпульсів і посилює гіпоксію, розвивається «порочне коло». Активізація симпатоадреналової системи призводить до надмірного споживання кисню і ще більшого посилення гіпоксії.

## Клінічні прояви
У МКХ-10 виділяють тільки A05.1 «Ботулізм», хоча клінічно вирізняють такі варіанти:
- харчовий ботулізм (97 % всіх випадків);
- рановий;
- ботулізм немовлят;
- невстановлений.

У МКХ-11 це код 1A11.

### Інкубаційний період та початок хвороби
Інкубаційний період при харчовому ботулізмі — від 8 годин до 10 діб, при рановому — 5—14 днів. Навіть якщо виникає груповий спалах, клінічні прояви можуть відрізнятися дуже суттєво, що великою мірою зумовлено дозою і типом ботулотоксину. У більшості випадків існує пряма залежність між тривалістю інкубаційного періоду та тяжкістю перебігу: чим коротший інкубаційний період, тим тяжче перебігає ботулізм. Однак, така закономірність спостерігається не завжди, особливо при зараженні ботулотоксином серотипу Е, протоксин якого ще має пройти стадію активації травними ферментами в самому шлунку.
Початок зазвичай більш-менш поступовий. Особливістю ботулізму є відсутність гарячки протягом всієї хвороби та нечіткість, поліморфізм клінічних проявів у перші дні хвороби, що пояснює велику кількість діагностичних помилок при ботулізмі.

### Клінічні синдроми харчового ботулізму

#### Міоплегічний
Першими і найбільш постійними симптомами ботулізму є підвищена стомлюваність, м'язова слабкість («ноги ватяні»), запаморочення. Слабкість прогресує. У розпалі хвороби особливо виразно помітно переважне ураження м'язів шиї та кінцівок. При тяжкому перебігу хворі не можуть самі йти, вони буквально «висять» на тих, хто їх супроводжує. М'язова сила в руках різко ослаблена: хворий не тільки не може підняти руку — вона падає «як батіг», не може стиснути руку співрозмовника. Якщо хворий сидить, то голова опущена, йому нелегко втримати її, вона буквально падає на груди. Інші симптоми, які дозволяють з більшим ступенем імовірності діагностувати ботулізм, звичайно виникають через 1—3 дні й навіть пізніше, хоча іноді можуть виявлятися і з перших днів хвороби.

#### Синдром парезу кишки
У частини хворих (приблизно у 30—40 % при ботулізмі, спричиненому серотипами А, В й Е) можуть у перші години та дні спостерігатися короткочасні ознаки ураження травної системи: нудота, блювання, послаблення випорожнень. Особливістю такого диспепсичного розладу є його короткочасність і мізерність (1—2 рази блювання, 2—4 рази послаблення випорожнень). Блювотні маси містять залишки неперетравленої їжі з гнильним запахом (можливо, продукти гниття є й однією з причин виникнення блювання). Іншою причиною може бути проросла в продукті супутня мікрофлора, яка обумовлює мікст-патологію: початок по типу харчової токсикоінфекції, а потім розвиток проявів ботулізму. Іноді поштовхом первинних диспепсичних розладів є панкреатит або загострення його хронічної форми, які виникають через навантаження жирними або іншими харчовими продуктами, їхня непереносність. Крім того, сам ботулотоксин може іноді на самому початку хвороби спричинити короткочасне прискорення перистальтики. Блювання, розлад випорожнень можуть супроводжуватися болем у животі (переважно, в епігастральній ділянці). Зазвичай за наявності блювання, тим більш повторного, ботулізм перебігає легше, що пов'язано з видаленням при цьому частини ботулотоксину з травної системи. Крім того, хворі іноді самі промивають собі шлунок. Надалі дуже швидко нудота, блювання, пронос припиняються, і настає сама стадія парезу кишки: з'являється здуття живота, запор. Іноді при цьому виникає різного ступеня біль у животі, який іноді стає таким, що розпирає. Якщо паретичному стану кишки не передував пронос, (а часто ботулізм починається і надалі перебігає без нудоти, блювання та діареї) хворий може потрапити навіть на операційний стіл з підозрою на кишкову непрохідність, настільки вираженим і таким, що швидко наростає, може бути метеоризм у поєднанні з повною «тишею» кишкової перистальтики при аускультації.

#### Синдром інших вегетативних порушень
Порушення салівації — також один з ранніх і частих (майже постійних) симптомів. Іноді сухість у роті буває настільки сильною, що хворий змушений постійно пити воду або змочувати водою язика, тому що без цього «язик присихає до піднебіння», людина не може говорити. Різка сухість слизових порожнини рота, язика, задньої стінки глотки супроводжується дертям, дряпанням, а іноді навіть відчуттям помірного болю в горлі, яке може стати навіть провідним симптомом і привести хворого до ЛОР-фахівця. При огляді лікар виявить тільки помірну гіперемію слизової порожнини рота, її сухість, але продуктивних явищ, реакції підщелепних лімфовузлів при цьому не буде. Іноді можна помітити ослаблений блювотний рефлекс. Зміна співвідношення активності симпатичної і парасимпатичної нервової системи супроводжується нерідко порушенням сечовиділення (утруднене сечовипускання, затримка сечі). У тяжких випадках з'являється зниження або, навіть, припинення роботи потових, слізних і травних залоз.

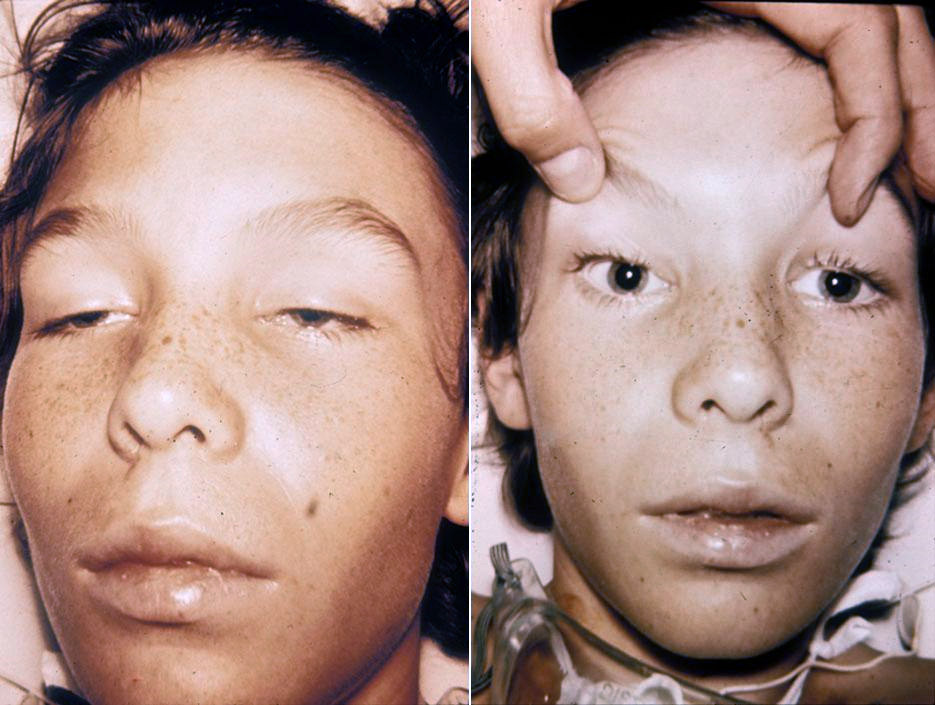
Типовий двобічний птоз (ліворуч) та розширення зіниць (праворуч) у хворого на ботулізм.

#### Офтальмоплегічний синдром
Порушення зору — один з найяскравіших та найбільш ранніх симптомів ботулізму. Перше, на що звертають увагу хворі, це порушення зору. Вони не можуть читати текст, який лежить перед ними, але добре бачать спочатку предмети, які розташовані далеко (тобто порушується спочатку ближній зір). Іноді хворі скаржаться, що перед очима з'являється «сітка», «імла», що заважає їм бачити предмети. Спроба підібрати окуляри ні до чого не приводить. Лікар при огляді може помітити розширення зіниць, мляву реакцію їх на світло. Симптоми наростають — в наступні дні гострота зору прогресуюче падає, іноді катастрофічно швидко (деякі хворі не можуть через кілька днів після початку хвороби порахувати пальці на руці, близько піднесеної до очей), виникає двоїння предметів. Звертають на себе увагу широкі зіниці (мідріаз), порушення конвергенції, з'являється птоз, очна щілина звужена. При тяжкому перебігу хворі іноді не можуть відкрити самостійно очі й підіймають повіки пальцями. Іноді виявляється косоокість, що сходиться або розходиться, парез погляду.
Як правило, наступні синдроми супроводжують вже тяжкий перебіг ботулізму. При цьому всі інші перераховані синдроми можуть досягати свого максимуму розвитку.

#### Бульбарний синдром
Виявляється, насамперед, порушення ковтання: хворі скаржаться на «клубок у горлі», починають захлинатися при ковтанні, а при прогресуванні симптомів — зовсім не можуть ковтати, захлинаються, рідина виливається через ніс, у такі моменти хворий може навіть загинути через асфіксію. Голос стає гугнявим, тихим, а іноді й повністю зникає. При огляді звертає увагу на себе нерухоме м'яке піднебіння, блювотний рефлекс відсутній.

#### Синдром гострої дихальної недостатності (ГДН)
Порушення дихання — одна з найгрізніших ознак ботулізму. Першими проявами катастрофи, яка насувається, служать скарги хворого на утруднене дихання, відчуття браку повітря, особливо ускладнений вдих. Вночі хворі можуть прокидатися від задухи. Дихання прискорене, стає все більш поверхневим, періодично хворий робить (чи намагається зробити) глибокий вдих. При огляді грудної клітки видно, як активно спочатку працюють міжреберні м'язи, м'язи черевного преса, але поступово дихання стає все частішим і поверхневішим, все слабкішою екскурсія грудної клітки. Шкіра бліда, при дихальній недостатності, яка наростає, розвивається акроціаноз, а потім, тотальний ціаноз. Обличчя маскоподібне, амімічне. Раптова зупинка дихання може настати як на тлі прогресуючої м'язової слабкості та гіпоксії, так й зрідка, раптово, у початковому періоді хвороби.
Ураження черепно-мозкових нервів, бульбарні розлади поєднуються зазвичай з прогресуючою м'язовою слабкістю, характерна симетричність уражень. Можуть розвиватися парези, паралічі кінцівок за низхідним типом. Глибокі сухожилкові рефлекси частіше залишаються нормальними, але можуть знижуватися або навіть бути відсутніми. Немає чіткого зв'язку між їхніми змінами та наявністю парезів, паралічів. Не порушена тактильна чутливість.
Навіть при тяжкому перебігу свідомість у хворих збережена. У окремих хворих описані зміни свідомості, навіть деліріозні стани, але це суто у людей, які зловживають алкоголем чи токсичними речовинами, тобто в них на тлі ботулізму розвивається нерідко абстинентний синдром. Практично завжди при ботулізмі не страждає слух, немає змін на очному дні.
Серцю доводиться працювати у вкрай несприятливих умовах гіпоксії, що призводить до тахікардії. При зміні положення тіла у хворих вже в початковому періоді можна відзначити лабільність пульсу і артеріального тиску (АТ). У міру прогресування хвороби з'являється глухість серцевих тонів, систолічний шум на верхівці серця, розширення меж серця, зниження АТ. При тяжкому перебігу хвороби може настати смерть від токсичного міокардиту, тромбозу коронарних судин з розвитком інфаркту міокарда. Печінка і нирки страждають рідко, незначні функціональні порушення можуть бути обумовлені гіпоксією.
Поєднання клінічних симптомів і синдромів, їхня виразність визначаються тяжкістю перебігу захворювання.

### Ступінь тяжкості харчового ботулізму

#### Легкий
Особливо виразно помітний поліморфізм клінічних проявів, через що хворі або взагалі не потрапляють до лікаря-інфекціоніста, або їм ставиться якийсь інший діагноз, а іноді вони взагалі не звертаються до лікаря. При легкому перебігу частіше спостерігається типова симптоматика, зустрічаються синдроми міоплегії, парезу кишки та інших вегетативних розладів, офтальмоплегії, однак всі прояви хвороби виражені досить помірно: може бути 1-2-х кратне послаблення випорожнень і навіть блювання, невелика нечіткість зору, виявляється млява реакція зіниць на світло, сухість слизових. Однак, ці явища швидко минають, і вже через кілька днів хворі відчувають себе цілком задовільно. Якщо таке захворювання виникає ізольовано (спорадичний випадок), частіше воно проходить під іншим діагнозом (харчова токсикоінфекція, гастроентерит, вегетосудинна дистонія тощо), тому що ані лікар, ані сам хворий легкої неврологічної симптоматиці не надають значення.
Іноді зустрічаються стертий перебіг ботулізму. Захворювання може виявлятися тільки короткочасним (протягом 1—2 днів) послабленням випорожнень, можливе одноразове блювання. В інших випадках хворі відзначають лише короткочасне (протягом декількох днів) зниження гостроти зору, легке двоїння в очах при тривалому читанні, інші очні розлади, продуктивні диспепсичні явища можуть бути при цьому відсутні. У окремих хворих з'являється лише короткочасне почуття важкості в епігастрії, здуття живота. Дисоціація уражень, вочевидь, пов'язана з індивідуальною реакцією окремих систем у кожного конкретного хворого. У більшості випадків такі пацієнти до лікаря не звертаються, такі варіанти перебігу ботулізму зазвичай розпізнаються лише при ретельному аналізі групового спалаху, детальному обстеженні всіх осіб, які їли одну їжу.

#### Середньої тяжкості
Інкубаційний період частіше становить 2—5 днів. Характерно чітка наявність описаних вище синдромів і симптомів — виражена м'язова слабкість, адинамія, порушення зору, затримка випорожнень, можуть з'являтися окремі прояви бульбарного синдрому, початкові порушення дихання. Однак, не відзначається повної афонії, тяжких порушень дихання, які вимагали б переведення хворих на кероване дихання.

#### Тяжкий
Інкубаційний період зазвичай короткий, вимірюється годинами. Нерідко відсутні в початковому періоді диспепсичні прояви або вони слабо виражені. Неврологічні розлади з'являються рано, вже з перших годин хвороби і швидко прогресують. Раптова сильна слабкість обмежує рухи хворого навіть у ліжку. Зір іноді порушено до такої міри, що хворі не можуть порахувати пальці, піднесені до лиця. Є амімія. Голос майже зникає. Хворий не може ковтати їжу (тверду і рідку). Порушення дихання досягає ступеня ГДН, через що виникає негайна необхідність в підключенні хворого на кероване апаратне дихання. Різка тахікардія, падіння АТ, ціаноз. Описані випадки блискавичного перебігу ботулізму, коли від моменту появи перших симптомів ботулізму (як правило, неврологічних) до смерті проходить від кількох годин до 1-2 діб. Такі хворі зазвичай гинуть від зупинки дихання.
Безумовно, тривалість інкубаційного періоду не завжди визначає тяжкість перебігу ботулізму. У значно більшій мірі вона залежить від своєчасності проведення необхідних лікувальних заходів. При несвоєчасній постановці діагнозу, безграмотному веденні хворого на ботулізм, який почався як середньотяжкий або навіть легкий, він може трансформуватися у тяжкий і навіть закінчитися летальним результатом.

### Реконвалесценція
Тривалість перебігу ботулізму, збереження окремих патологічних симптомів значною мірою залежать від тяжкості хвороби, своєчасності проведення адекватного лікування. Зазвичай зворотний розвиток процесу йде повільно, іноді затягуючись на тижні і місяці. Черговість зникнення симптомів часто визначається їх виразністю в гострому періоді хвороби. У хворих довго може зберігатися порушення салівації, сухість у роті, вони можуть їсти тверду їжу лише запиваючи її водою. Сухість слизових очей обумовлює кон'юнктивіт, різі в очах. Реконвалесценти іноді не можуть довго читати, тому що предмети починають двоїтися (не витримують напруги м'язи очного яблука). Деякі хворі протягом декількох місяців змушені говорити тихим голосом, тому що при спробі розмовляти голосно у них «сідає» голос. Повільно нормалізується функція кишки — іноді протягом декількох місяців, а іноді і років періодично виникають запори, здуття живота. Поволі повертається м'язова сила, працездатність.

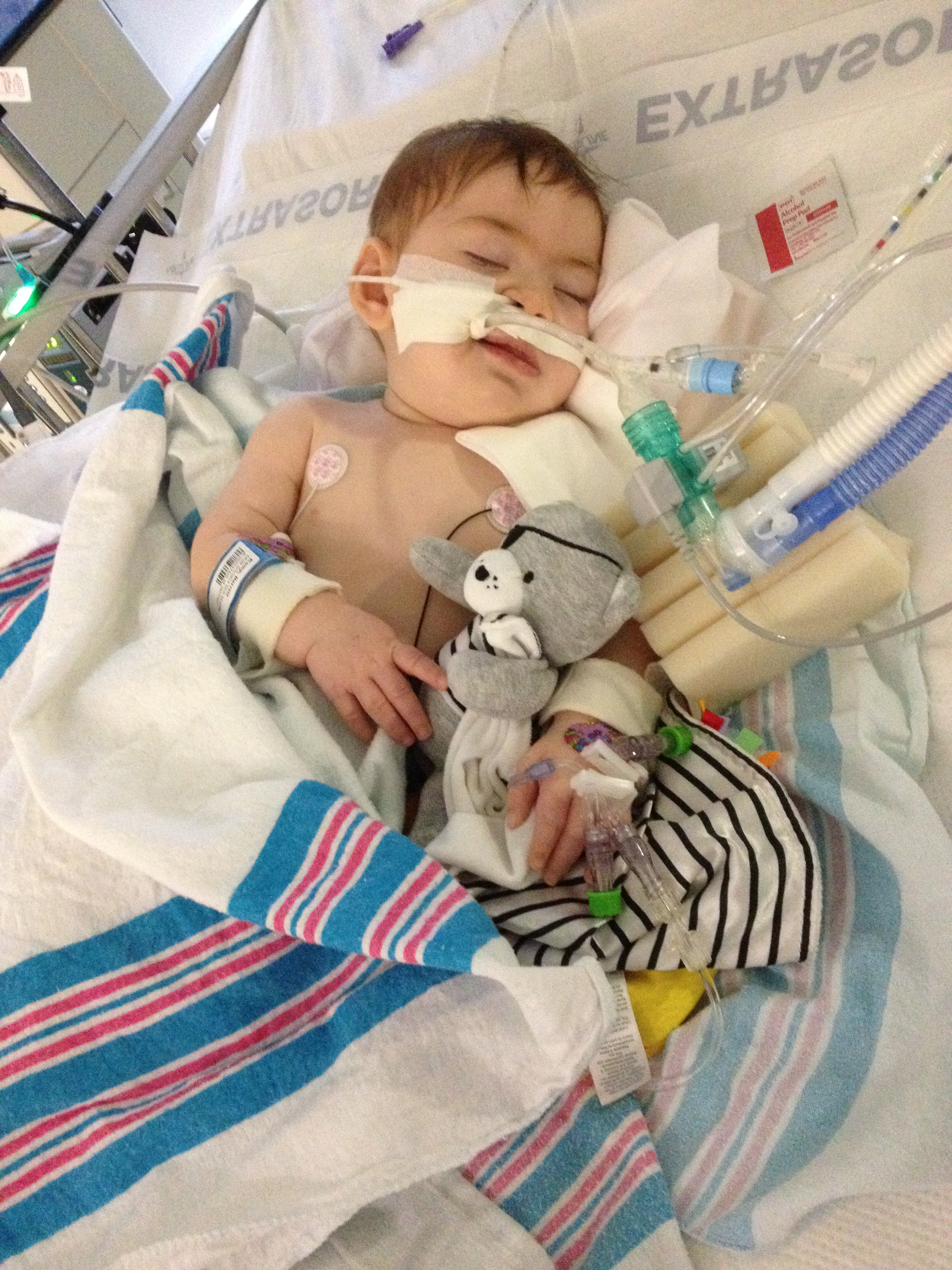
Маленька дитина, хвора на ботулізм, під час лікування у відділенні реанімації.

### Інші варіанти ботулізму
Перебіг ботулізму у дітей старшого віку не відрізняється від такого у дорослих. Але й у немовлят клінічні прояви хвороби також подібні до проявів у дорослих. Одним з найраніших симптомів є порушення смоктання.

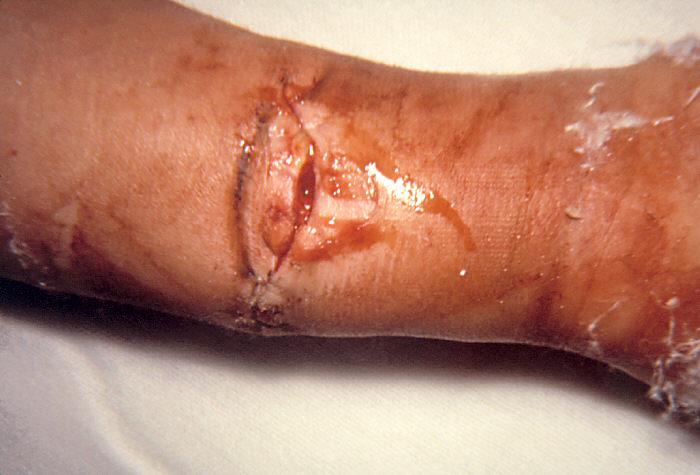
Рановий ботулізм у 14-річного хворого, який до того отримав складний перелом руки.

Рановий ботулізм є результатом того, що рани забруднюються спорами ботулінічного мікробу. Зустрічається найчастіше серед споживачів ін'єкційних наркотиків (зокрема, тих, хто використовує чорний неочищений героїн). Рана може здаватися оманливо м'якою. Травмовані та нежиттєздатні тканини забезпечують прекрасне анаеробне середовище для проростання спор у вегетативні форми, і починається виробка ботулотоксину, який потім поширюється гематологічно. Симптоми розвиваються після інкубаційного періоду 4 —14 днів. Клінічні симптоми ранового ботулізму подібні до харчового ботулізму за винятком того, що розлади травної системи практично не зустрічаються.
Інгаляційний ботулізм трапляється рідко і не відбувається природним шляхом. Він пов'язаний із випадковими або навмисними подіями, як то біотероризмом, які призводять до викиду ботулотоксину в аерозолю. Середня летальна доза для людини оцінюється у 2 нанограми ботулотоксину на кілограм ваги, що приблизно втричі більше, ніж при харчовому ботулізмі.
Після вдихання ботулотоксину симптоми стають помітними протягом 1–3 днів, причому триваліший час при нижчих рівнях інтоксикації. Симптоми проявляються подібно до харчового ботулізму і завершуються м'язовим паралічем і дихальною недостатністю.

## Ускладнення
Найтяжчими ускладненнями, які приводять до смерті хворого, є зупинка дихання і серця. Параліч м'язів гортані та глотки може призвести до аспірації блювотних мас, їжі та раптової смерті навіть при середньо-тяжкому ступеню ботулізму. Тривала гіпоксія, надлишкове введення на цьому тлі рідини сприяють виникненню набряку мозку. Перебіг ботулізму нерідко ускладнює приєднання вторинної інфекції. Параліч дихальних м'язів сприяє виникненню гіпостатичної пневмонії. Порушення слиновиділення призводить до активації бактеріальної флори порожнини рота з подальшим розвитком гінгівітів, стоматитів, паротиту. Атонія сечового міхура і необхідність випускати сечу катетером може привести до розвитку висхідних пієлітів, циститів. У періоді реконвалесценції у частини хворих можуть виникнути міозити, які проявляються ущільненням, болем при пальпації окремих м'язів, особливо в місцях їх скелетного прикріплення. Тяжкі форми ботулізму супроводжуються високою летальністю — до 50 % і більше. Попри наявність в гострому періоді тяжких неврологічних порушень, до інвалідизації ботулізм не призводить. Всі явища поступово, в різні терміни проходять.

## Діагностика

### Клінічна діагностика
Допомагає поставити діагноз наявність таких клінічних критеріїв:
- вживання хворим харчових продуктів, при яких можливе зараження ботулізмом. Відсутність аналогічних симптомів у інших осіб, які вживали той же продукт, у жодному разі не може бути підставою відмови від діагнозу «ботулізм», тому що до них ботулотоксин міг й не потрапити через його гніздове розташування в продукті;
- відсутність гарячки;
- наростаюча прогресуюча м'язова слабкість, яка явно не корелює з виразністю гастроінтестинального синдрому (нудоти, блювання), якщо такий відбувається;
- розвиток парезів, паралічів по низхідному типу;
- виражена сухість слизових при відсутності ознак зневоднення;
- здуття живота, затримка випорожнень (може бути й без попередньої діареї);
- наявність очних симптомів (нечіткість бачення, «сітка», «імла» перед очима, диплопія, анізокорія, мідріаз, птоз та ін.);
- ознаки гострої дихальної недостатності, які проявляються в початковому періоді лише відчуттям нестачі повітря, задишкою при фізичному навантаженні, ходьбі;
- почуття дискомфорту, «грудки» в горлі, зміна тембру голосу;
- збереження свідомості, чутливості, слуху;

Іноді тільки спостереження в динаміці дозволяє встановити діагноз. Але найменша підозра повинно бути підставою для направлення хворого в стаціонар, де може бути забезпечено належне спостереження і своєчасне надання допомоги.
У загальних аналізах особливих змін не відбувається. У процесі лікування і контролю за станом хворого здійснюють ряд досліджень, обсяг і характер яких визначається особливостями перебігу ботулізму. При диференціальній діагностиці з нейроінфекціями важливе значення набувають при нечіткості клінічної картини та непереконливих результатах специфічного методу діагностики ботулізму дослідження спинномозкового ліквору (останній не змінений при ботулізмі) та очного дна (зміни при ботулізмі не характерні). Результати дослідження нервової провідності в нормі, а електроміографія показує зниження амплітуди складних потенціалів м'язової діяльності.

### Специфічна діагностика
Серед специфічних методів діагностики перевагу віддають біологічному методу. Оскільки виявлення збудника у дорослих у виділеннях травної системи не дає підстави ставити діагноз ботулізм, більш переконливим підтвердженням діагнозу є виявлення ботулотоксину в досліджуваному матеріалі — кров, блювотні маси, початкові промивні води. На білих мишах ставиться реакція нейтралізації ботулотоксину: внутрішньочеревно мишам вводять вищезгаданий досліджуваний матеріал в суміші з моновалентною протиботуліничною сироваткою (ПБС) проти типів А, В, Е (якщо випадок виник на теренах України). Спостереження здійснюють протягом 4 днів. За цей час миші, не захищені ПБС проти того серотипу збудника, який спричинив захворювання у пацієнта, гинуть при типовій для них клінічній картині ботулізму (прискорене дихання, парез мускулатури, «осина талія»). Залишаються живими миші, яким вводилася ПБС, відповідна типу ботулотоксину, який циркулює в крові хворого. Якщо у хворого реакція нейтралізації ботулотоксину позитивна з ПБС проти одного типу ботулотоксину, нема потреби в проведенні бактеріологічного дослідження. У більшості випадків бактеріологічне дослідження навіть не призначають, обмежуючись постановкою реакції нейтралізації, яка має високу чутливість і специфічність. Лише виявлення при епідеміологічному розслідуванні збудника у тому продукті, якого з'їв хворий, може бути розцінене як підтвердження ботулізму.
Серологічні реакції в діагностиці ботулізму застосування не знайшли. Це пояснюється тим, що летальна доза значно менша від тієї, яка може викликати антигенне подразнення і появу специфічних антитіл. У значній кількості випадків ботулізм є суто клініко-епідеміологічним діагнозом.

## Лікування

### Загальні заходи
Усі хворі на ботулізм, незалежно від тяжкості, підлягають обов'язковій госпіталізації, оскільки перебіг захворювання та ймовірність ускладнень непередбачувані. Безпосередньої небезпеки для оточення хворі не становлять.
Режим — суворий ліжковий через різку м'язову слабкість, можливість раптового падіння АТ. Харчування в тяжких випадках йде або через назогастральний зонд, або внутрішньовенними нутрітивними сумішами. У легких випадках особливої дієти не потрібно.
Якщо є підозра на інгаляційний ботулізм, слід запобігти додатковому впливу ботулотоксину на пацієнта та оточуючих. Одяг пацієнта потрібно зняти і зберігати у поліетиленових пакетах, поки його не вдасться ретельно випрати водою з милом. Хворий має негайно прийняти душ для змиття ботулотоксину зі шкіри.

### Питання респіраторної підтримки
При надходженні пацієнта до стаціонару лікареві необхідно насамперед вирішити питання — чи потребує цей хворий на ботулізм негайної штучної вентиляції легень (ШВЛ) чи ні. Адекватна ШВЛ має першорядне значення, тому як ГДН є найсерйознішою загрозою для виживання пацієнтів на ботулізм. Хворим з небезпекою виникнення серйозної ГДН потрібна постійна пульсоксиметрія, життєва ємність легень і гази артеріальної крові повинні оцінюватися постійно. ГДН може виникнути з несподіваною швидкістю. Проведення інтубації та ШВЛ потрібно настійно розглянути, коли життєва ємність знижується менше 30 % від належного, особливо, коли параліч швидко прогресує, і гіпоксемія з гіперкапнією є в наявності. Багато пацієнтів потребують подальшої інтубації та ШВЛ протягом від декількох днів до декількох місяців, через що, при тривалій ШВЛ необхідна трахеотомія з ретельним трахео-бронхіальним лавашем для запобігання вторинної інфекції. Для можливостей в/в введення препаратів забезпечують центральний доступ з постановкою відповідного катетеру надключичної вени, проводять ретельний догляд за ним, вводять гіпокоагуляційні препарати для профілактики тромбозу катетера, інших вен організму. При затримках сечової діяльності проводиться катетеризація катетерами Фолі для запобігання висхідної сечової інфекції.
Якщо грубих дихальних розладів у хворого немає, слід вжити методів невідкладної детоксикації. У цьому випадку лікування хворого починають з дуже ретельного, до чистої води, промивання шлунка і кишки (сифонна клізма) 3-5 % розчином бікарбонату натрію (300—500 г харчової соди на 10 літрів кип'яченої води), що руйнує ботулотоксин. Промиванням досягається видалення ботулотоксину, який ще не всмоктався. Для промивання спочатку (перша порція) використовують чисту кип'ячену воду, що дозволяє відправити отримані таким чином промивні води для специфічного дослідження. Проносні не слід призначати через те, що вони можуть посилити парез кишки та сприяти нервово-м'язовим розладам.

### Шлунково-кишкова детоксикація
Промивання шлунка слід проводити за допомогою зонда, щоб уникнути можливої аспірації промивних вод, невеликими порціями рідини, особливо при наявності дихальної недостатності, щоб не спричинити рефлекторну зупинку дихання. Хворим з вираженими бульбарними порушеннями зонд слід вводити дуже обережно, під контролем ларингоскопа, бо він може потрапити не в шлунок, а в трахею через парезу м'язів неба, голосових зв'язок, відсутності блювотного рефлексу. Перед витяганням зонда слід ще раз промити шлунок чистою водою, а потім ввести одну дозу ПБС per os. Промивання шлунку необхідно проводити незалежно від термінів поступлення хворого в стаціонар. Але якщо хворий поступає у тяжкому стані, з вираженими дихальними розладами, іноді доводиться тимчасово обмежитися лише промиванням кишки на тлі підключення до ШВЛ (до введення постійного назогастрального або шлункового зонда). Тяжким хворим промивання починати слід з сифонної клізми ще й тому, що при цьому зменшується здуття живота, створюються більш сприятливі умови для екскурсії легень, хворі після цього легше переносять промивання шлунка. Сифонні лужні клізми необхідно робити щодня, а при вираженому здутті живота й двічі на день до тих пір, поки у хворого не відновиться самостійна моторика кишки.

### Нейтралізація токсину
Потрібно провести заходи, які направлені на нейтралізацію того ботулотоксину, який циркулює в крові і ще не фіксований в органах-мішенях. Хворому під час вступу, незалежно від термінів захворювання, слід ввести гетерогенну ПБС. Позаяк тип ботулотоксину, який зумовив захворювання, при вступі зазвичай невідомий, вводиться полівалентна ПБС (в Україні вводять проти типу А і Е — по 10000 міжнародних одиниць(МО), проти типу В — 5000 МО). Позаяк ПБС є чужорідною (отримана шляхом імунізації коней), гетерогенною, обов'язково за загальним правилом проводиться проба на чутливість до чужорідного білка. У тому випадку, якщо проба позитивна, проводиться попередня десенсибілізація, необхідна доза ПБС вводиться потім під прикриттям глюкокортикостероїдів (преднізолон, дексаметазон тощо). Найгрізніше ускладнення — анафілактичний шок, який може виникнути негайно після введення ПБС навіть при дотриманні всіх необхідних правил. Через 7—10 днів після введення ПБС може розвинутися сироваткова хвороба.
При тяжкому, швидко прогресуючому перебігу ботулізму ПБС слід вводити в/в крапельно (в 200 мл фізіологічного розчину натрію хлориду). Через 12 годин таку ж дозу вводять в/м. При необхідності ще через 12—24 години сироватку можна ввести втретє. Слід пам'ятати, що багаторазове (4 рази і більше) призначення ПБС недоцільно, враховуючи тривалість циркуляції пасивно введених антитоксичних антитіл (до 2 тижнів і більше), нечутливість ботулотоксину, який проник в нервову систему, до циркулюючої ПБС, збільшення ймовірності ускладнень (насамперед алергічних) з кожною новою порцією ПБС. При легкому перебігу ботулізму можна обмежитися одноразовим в/м введенням ПБС. Одноразове введення однієї дози полівалентної ПБС (25000 МО) в шлунок після промивання його має на меті нейтралізувати ту частину ботулотоксину, який, можливо, ще залишився в шлунку. Якщо тип ботулотоксину, який спричинив захворювання, відомий, обмежуються введенням моновалентної ПБС.

### Гіпербарічна оксигенація
Визначають ефективність гіпербарічної оксигенації (ГБО) при ботулізмі (особливо — при рановому), яка дає можливість тканинам, особливо ЦНС, без посередників сприймати 100 % кисень під підвищеним парціальним тиском, навіть в умовах тяжкої гістотоксичної гіпоксії, таким чином нівелюючи гіпоксичний вплив ботулотоксину. Крім того значно підвищується киснева ємність крові, що зменшує гемічну гіпоксію.
Хворому проводять щоденні 7 —10 сеансів ГБО від 45 хвилин до 1,5 годин при парціальному тиску 1,4—1,7 атм.

### Інше лікування
Інші види лікування певною мірою є другорядні. Призначення антибіотиків (хлорамфенікол/левоміцетин, кліндаміцин) має за мету запобігання розвитку вторинної інфекції (пневмонія, пієліт та ін.), аніж боротьба з збудником ботулізму (окрім випадків ботулізму немовлят або ранового, де певний ефект відбувається при призначенні метронідазолу). При рановому ботулізмі проводиться ретельна хірургічна обробка рани. Спроби використати існуючі антихолінестеразні засоби задля поліпшення нервово-м'язової провідності не дали бажаного ефекту. Певні сподівання покладають на препарати іпідакрину.

## Профілактика
Головне — ретельне дотримання технології приготування копченостей, солінь, консервованих продуктів, як в домашніх умовах, так і на підприємствах громадського харчування. Не слід купувати кров'яну і ліверну ковбасу, солену чи копчену рибу, буженину, шинку, консервовані гриби у випадкових осіб. Якщо продукт викликає сумнів у його якості, слід його прокип'ятити: кип'ятіння протягом 10 хвилин руйнує ботулотоксин. М'ясо при цьому має бути нарізано шматками завтовшки не більше 2 см.
При груповому спалаху ботулізму забезпечується контроль протягом 2-х тижнів за всіма особами, хто вживав підозрілий продукт. Залишки продукту направляються на бактеріологічне та токсикологічне дослідження. У разі найменшого погіршення самопочуття особи з осередку хвороби госпіталізуються. Питання про доцільність введення ПБС з профілактичною метою вирішується індивідуально. Специфічна профілактика поліанатоксіном проводиться лише особам, які працюють з натуральним ботулотоксином (триразово, з інтервалом 1,5 місяця).

## Застосування ботулотоксину для лікування хвороб
У 1946 році Е. Шантц отримав кристалічну форму очищеного ботулотоксину типу А. Цікаво, що в ті роки ці роботи велися для застосування ботулінічного токсину як біологічної зброї.
Трансформація ботулотоксину з отрути в ліки сталася зусиллями доктора А. Скотта. У пошуках нехірургічного методу лікування косоокості він отримав від Е. Шантца очищений кристалічний ботулотоксин типу А і використовував його в експериментах на мавпах, а через 7 років — у людей. Він продемонстрував безпеку та ефективність внутрішньом'язового введення ботулотоксину типу А для лікування хворих на косоокість. І в 1989 році ботулотоксин типу А у вигляді препарату «Ботокс» був схвалений FDA для клінічного застосування у хворих із захворюванням м'язів очей. 1990 року був уведений до вжитку препарат ботулотоксину типу А «Діспорт». Останніми роками введені в клінічну практику препарати ботулотоксину типу В «Міоблок» і «Нейроблок», створені препарати подібного типу в Японії, Китаї та Німеччині. Натепер прицільне введення терапевтичних доз ботулотоксину використовують для лікування багатьох нейром'язових розладів, він знайшов своє застосування в таких спеціальностях, як офтальмологія, неврологія, проктологія, гастроентерологія й косметологія.

## Застосування ботулотоксину як біологічної зброї
Ботулотоксин віднесено до тих біологічних агентів, які офіційно визнано чинниками біологічної зброї.
- Є відомості, що індійські чаклуни пропонували магараджам для вбивства особистого ворога висушений без доступу повітря, позбавлений смаку порошок, який був отриманий з кров'яної ковбаси. Його слід було непомітно додати в їжу ворогу, коли останнього чемно запрошували на бенкет. Смерть мала настати через певний час після того, як відбувався бенкет, тому її аж ніяк не пов'язували з «гостинним» хазяїном-вбивцею.[16]
- Американська спецслужба ОСС часів Другої світової війни під командуванням генерала У. Донована доручила шефу свого департаменту досліджень та розвитку Стенлі Ловеллу розробити операцію усунення деяких японських чиновників окупаційної адміністрації в Китаї. Американські розвідники знали, що японські загарбники охоче користуються послугами місцевих повій. Був запропонований наступний план. Вирішено було за допомогою жриць любові підмішати в їжу або пиття, які зазвичай рясно поглинають японці, токсин ботулізму. Китаянки могли в своїх зачісках заховати капсули з отрутою, які можна було б непомітно підкинути в продукти. Оскільки ботулізм є досить поширеною хворобою, то ніяких би підозр подібне захворювання і смерть від нього не викликала. Такі капсули з ботулотоксином були розроблені. Але Ловелл вирішив провести попереднє випробування. Капсули дали віслюкам, й ті не захворіли. Був зроблений висновок про неефективність такого способу, і проєкт, як безперспективний, був закритий. Яке ж було здивування і розчарування Стенлі Ловелла після війни, коли він дізнався, що в природі особливо стійкими до дії ботулотоксину є саме віслюки та їхні напівкровки при схрещуванні з кіньми — мули та лошаки.[55]
- У 1980 році терористична організація «Brigate Rosse» в ФРН на конспіративній квартирі зробила спробу виготовити ботулотоксин задля проведення терористичного акту.[56]
- Є свідчення, що іракські війська, які захопили Кувейт, при відступі мали намір заразити ботулотоксином водні резервуари, щоб постраждали війська альянсу. В Іраку було в наявності 19000 літрів цього токсину. Начебто іракський уряд в 1995 році визнав, що була дана команда завантажити 11200 літрів ботулотоксину в ракети СКАД під час війни в Перській затоці. Але при окупації Іраку союзними військами ніякої біозброї не знайшли. 1999 року в світі було 17 країн, в яких, за різними відомостями, проводилися державні розробки біологічної зброї, в тому числі, вирощувалися культури збудників ботулізму й, відповідно, отримували і його токсин.[57]
- Відомий радянський епідеміолог, головний державний санітарний лікар СРСР (1965—1986 рр.), академік АМН СРСР П. М. Бургасов[58] свідчив, що загрози застосування ботулотоксину проти громадян СРСР нібито дуже боялася радянська влада. Таємно, щоб світова спільнота не знала, за її наказом в одну з комплексних вакцин проти кількох інфекцій був введений вакцинний матеріал (анатоксин) проти ботулотоксину. Проводилася вакцинація від банальних хвороб, і ніхто навіть не знав, що радянські люди отримують й імунітет до ботулотоксину. Хоча є в цьому багато спірного — адже імунний захист після імунізації ботулотоксином є нетривалим…